# William Browder
William Browder (n. 6 ianuarie 1934, New York City, New York, SUA – d. 19 februarie 2025, Princeton, New Jersey, SUA) a fost un matematician american, specialist în topologie algebrică, topologie diferențială și geometrie diferențială.
Alături de Sergei Novikov, Dennis Sullivan și Terry Wall, este unul dintre pionierii așa-numitei metode chirurgicale de clasificare a varietăților multi-dimensionale.
În 1980 a devenit membru al Academiei Naționale Americane de Științe, iar în 1984 a fost ales membru al Academiei Americane de Arte și Științe.

## Scrieri
- 1972: Surgery on Simply-Connected Manifolds';
- 1987: Algebraic Topology and Algebraic K-Theory;
- 1993: Homotopy Type of Differentiable Manifolds;
- 1995: Oberwolfach Novikov Conjecture Conference proceedings;
- The Kervaire invariant of framed manifolds and its generalization.